# Potamos (Germasogia)
Potamos oder Germasogia-Flussgebiet, (griechisch Ποταμός Γερμασόγειας) benannt nach dem gleichnamigen Fluss, ist ein Stadtteil der Stadt und Gemeinde Germasogia im Bezirk Limassol auf Zypern.

## Lage und Umgebung

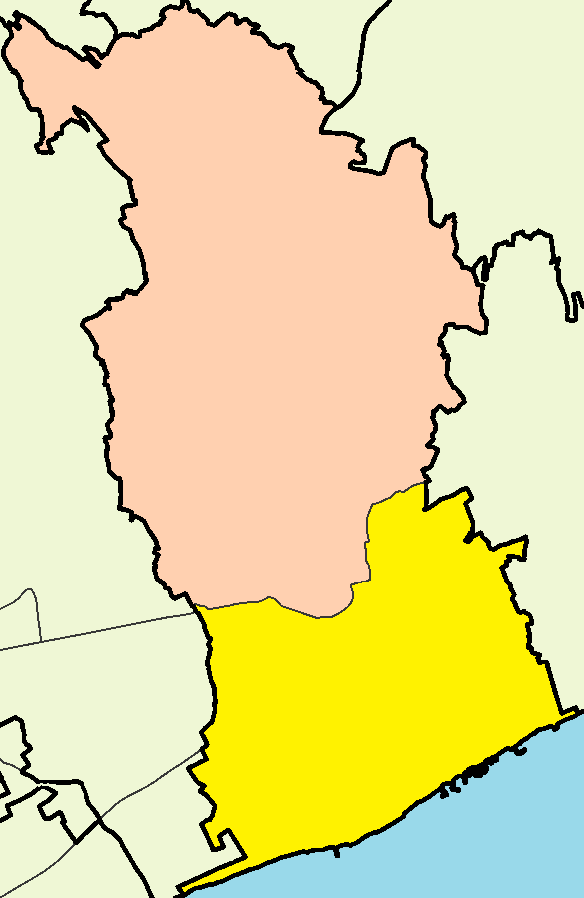
Lage in Germasogia

Potamos ist der südliche Stadtteil von Germasogia und der kleinere der beiden. Er hat den vollständigen Küstenabschnitt von Germasogia auf seinem Gebiet. Im Norden grenzt es an den anderen Stadtteil Agia Paraskevi, im Osten grenzt es an Mouttagiaka und im Westen an Agios Athanasios.

## Geschichte
Das Gebiet von Potamos erlebte von 1960 bis 1974 eine reibungslose Entwicklung. Die ersten Häuser, einige Apartmenthäuser und zwei Hotels wurden gebaut. Die türkische Invasion von 1974, die zur Besetzung von 40 % Zyperns durch die türkische Armee und zur Vertreibung tausender Zyprioten führte, führte jedoch zu einer raschen Wohn- und Tourismusentwicklung in Germasogia. Diese Entwicklung begann an der Küstenfront und setzte sich weiter nach Norden fort. Seit den 1990er Jahren ist das Germasogia-Flussgebiet ein Touristenzentrum mit Dutzenden von Hoteleinheiten und touristischen Unterhaltungs- und Freizeitunternehmen.

## Bevölkerung
Bei der letzten Bevölkerungszählung im Jahr 2011 wurden 9.865 Einwohner in Potamos gezählt und in Germasogia insgesamt 13.421.